# Homaloptera confuzona
Homaloptera confuzona е вид лъчеперка от семейство Balitoridae.

## Разпространение
Видът е разпространен в Камбоджа и Тайланд.